# M4 gépkarabély
Az M4 gépkarabély az M16-oson alapuló (ami pedig a Eugene Stoner által tervezett, és az ArmaLite által gyártott AR-15-ön alapul) fegyvercsalád. Az M4-es az M16A2 gépkarabély könnyebb, rövidebb változata. 370 mm-es csöve a közelharc vívását segíti. Az M16-os fegyvercsalád tagjaként az 5,56×45 mm NATO vagy a .223 kaliberű lőszert tüzeli.
Sorozatlövés-üzemmódban a fegyver 3 lövést ad le egymás után, hogy a lövészt ismét célzásra, ezáltal pontosabb lövésekre késztesse. Ez a megoldás nem minden esetben bizonyult praktikusnak, ezért az M4A1 verzióban az automata üzemmód ismét korlátlan lövést jelent. A karabélyra az M203- illetve az M320-as gránátvetőt lehet felszerelni.
Legnagyobb számban az Egyesült Államok hadereje alkalmazza. Előbb vagy utóbb leváltja az M16-osokat a legtöbb egységnél. Az Individual Carbine pályázaton a nyertes gépkarabély az M4-est váltotta volna le. A pályázatot törölték, és úgy döntöttek, az M4-es továbbfejlesztett változatát rendszeresítik, az M4A1-est.

## Története
Az M16-os elfogadását követően több gépkarabély-variánst is elfogadtak közelharci hadműveletekre. A CAR—15-ös fegyvercsalád szolgált a vietnámi háború alatt. A tervezésükkel azonban gondok voltak. Rövid távra tervezték, mint a géppisztolyokat, és az XM177 „Kommandó” szériák nem a legjobbak voltak nagy távolságra. 1988-ban a Colt elkezdett egy új gépkarabélyon dolgozni, amit XM4-nek neveztek, alapját az M16A2 gépkarabély alkotta.
Hogy megoldják a lőtávolság problémáját, a Colt 370 mm-es csövet tervezett a fegyverhez, segítségével nagyobb távra lehetett vele lőni, de még mindig kisebb volt az M16-osnál. A nagyobb cső miatt az XM4-esre az M203-as gránátvetőt lehetett szerelni. 1994-ben az amerikai hadsereg hivatalosan elfogadta és rendszeresítette az XM4-est M4-es gépkarabély néven, hogy felváltsa az M9-es pisztolyt, az M3-as géppisztolyt, és vele együtt az M16A2-t is.
Az amerikai tengerészgyalogság elrendelte, hogy minden tiszt (alezredesi rangig) és a törzsekben szolgáló tiszthelyettesek az M4-es gépkarabélyt viseljék az M9-es pisztoly helyett. Bár a  tengerészgyalogság alapvető gyalogsági fegyverként a teljes méretű M16A4-es gépkarabélyt választotta az M4-esel szemben. 2013-ra a tengerészgyalogságnak 80 000 M4-es gépkarabélya volt.
AZ M4-es felváltotta a legtöbb géppisztolyt, mivel az aramidok (pl. a Kevlar) elterjedtek, és a géppisztolyok nem bizonyultak megfelelőnek a modern aramidok átütésében.

### Variánsok
- M4A1
- AR-15
- M4 SOPMOD 1
- MK18 Mod 0 és Mod 1

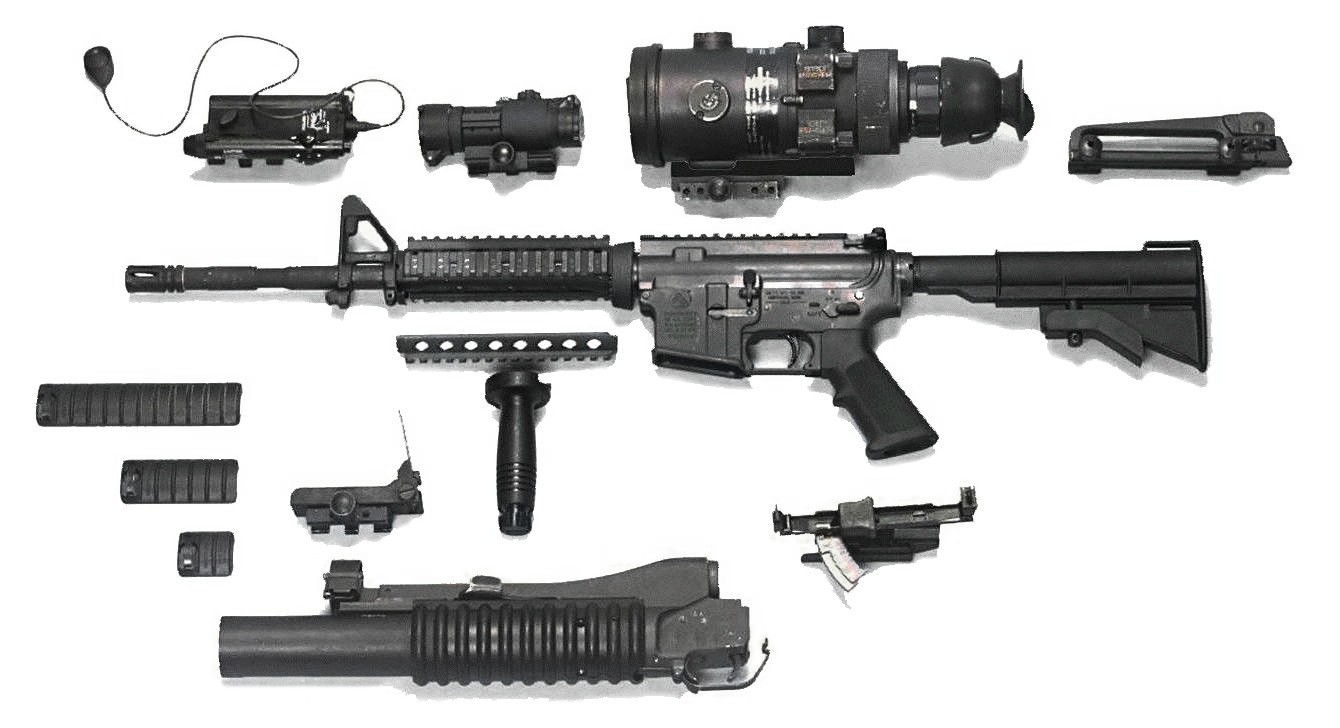
Az M4 Modular Weapon System (Moduláris Fegyver Rendszer) különböző kiegészítőkkel

- M4 SOPMOD  Block II és Block II FSP

### Kiegészítők
Több változtatás is történt rajta, például öt szereléksínt helyeztek el a fegyveren. Négy van az előagyon, ezekre előagymarkolat, lézerirányzék, taktikai lámpa, kétlábú állvány, kézvédő RIS panelek, vagy akár gránátvető is szerelhető. Továbbá van még egy szereléksín a gyári irányzék alatt, amelyre felszerelhető ACOG távcső, Red dot irányzék, és egy olyan nagyítású távcső, ami a mesterlövész funkciót töltötte be.

## Alkalmazók

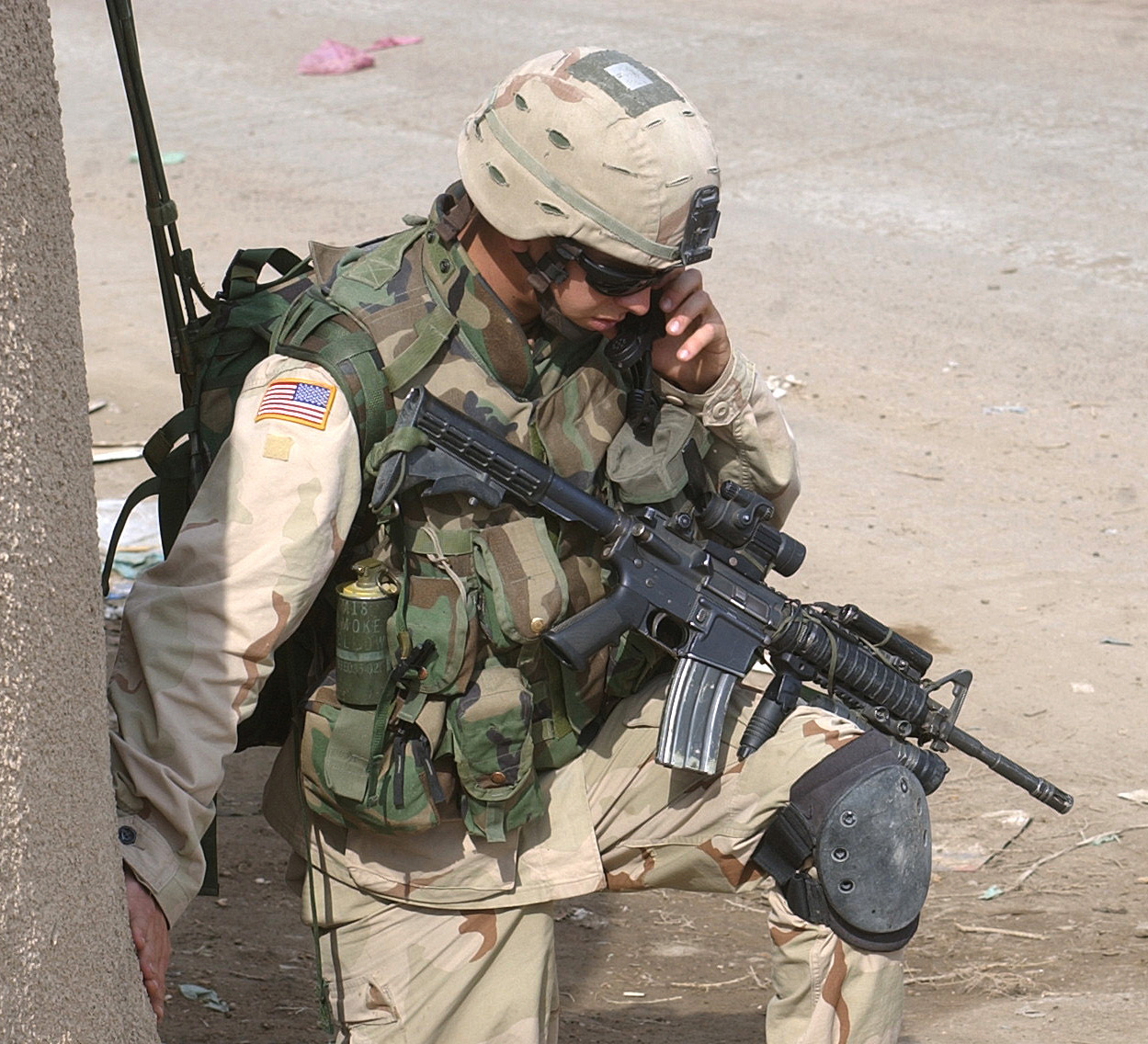
Az M4-es az új, teleszkópos tussal

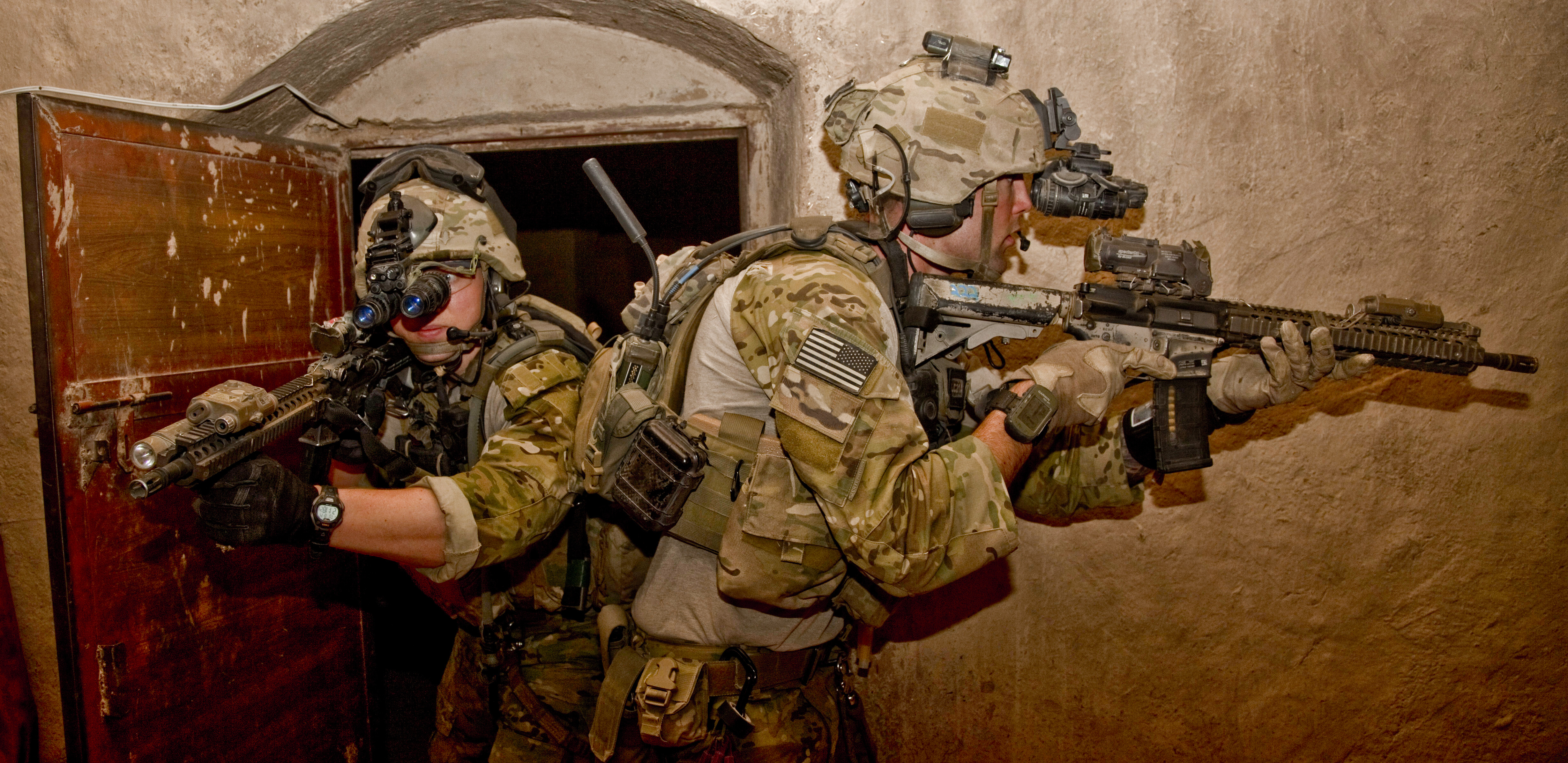
A 75. Ranger Regiment tagjai M4 Block II-t használva

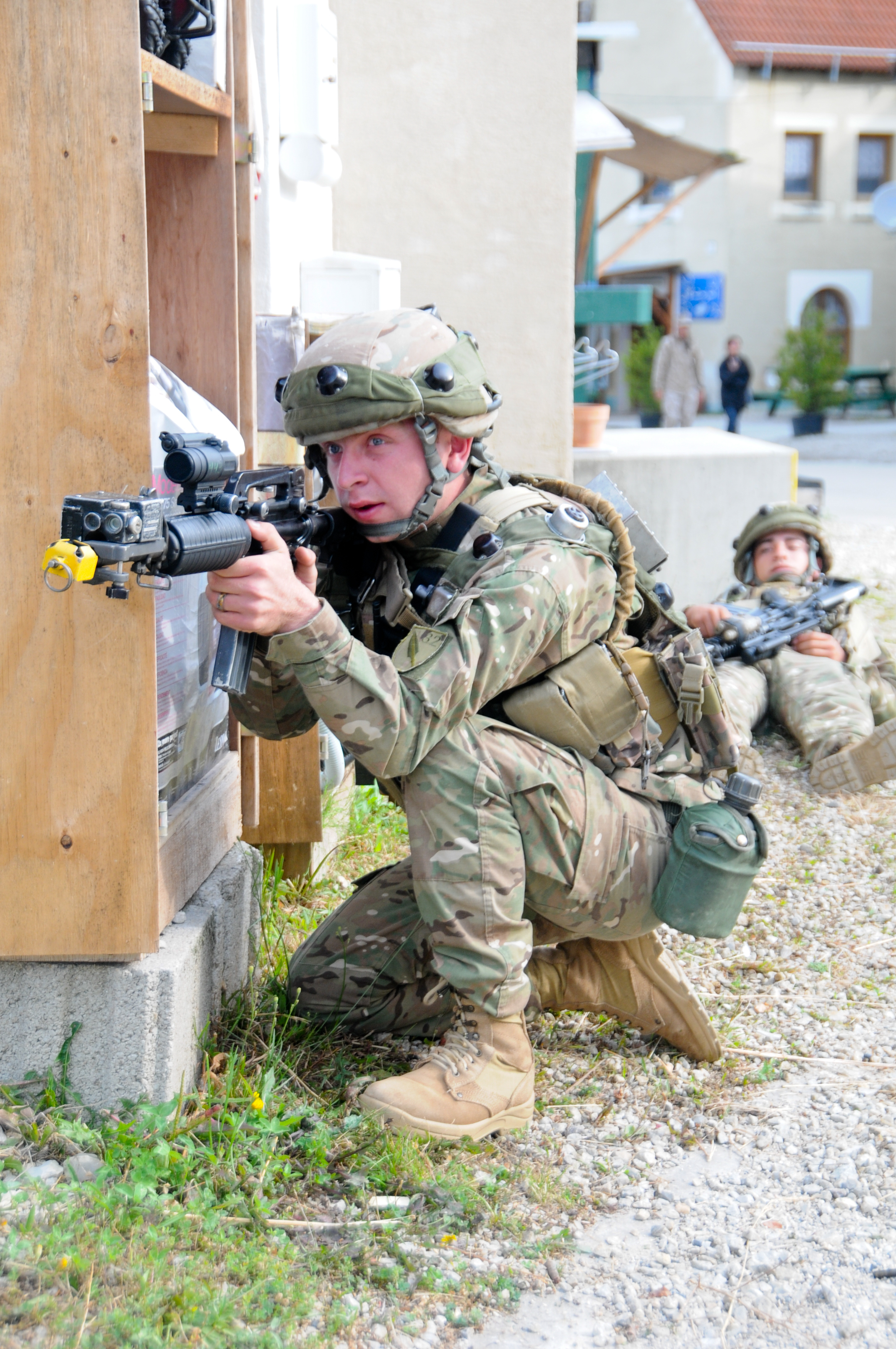
Grúz katona egy gyakorlaton az M4-es gépkarabélyt használja

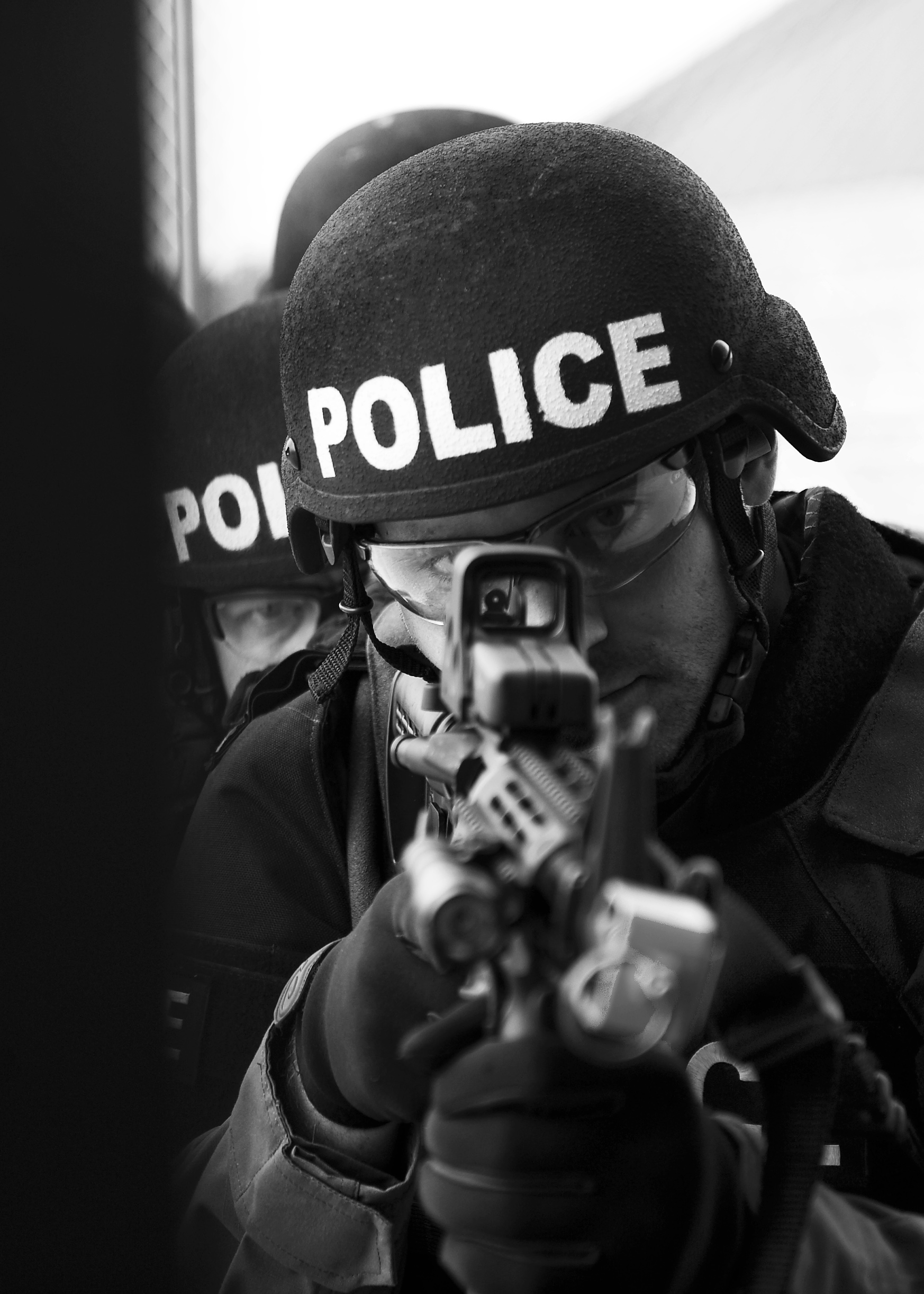
Rendőrtiszt egy M4-essel céloz egy gyakorlaton

- Afganisztán Afgán kommandósok használják.
- Ausztrália Különleges erők használják.
- Banglades Bangladesi ejtőernyősök és kommandósok, SWAT csapatok használják.
- Bahrein 2008-ban a külföldi katonai értékesítési csomag keretében M4A1-est szereztek be.
- Belize 2006-ban a külföldi katonai értékesítési csomag keretében M4 és M4A1 gépkarabélyokat vettek.
- Brazília A brazil haditengerészet és rendőri alakulat alkalmazza.
- Kanada C8-as karabély.
- Horvátország 2003 óta alkalmazzák, néhány száz darabot a horvát különleges erők.
- Csehország A Bushmaster M4A3 B.M.A.S. gépkarabélyt alkalmazza a cseh hadsereg.
- Kolumbia 2008-ban a külföldi katonai értékesítési csomag keretében M4A1-est szereztek be.
- Ecuador 2008-ban a külföldi katonai értékesítési csomag keretében M4-est szereztek be.
- Salvador 2007-ben a külföldi katonai értékesítési csomag keretében M4-est szereztek be.
- Grúzia Bushmaster AR-15 és M4 gépkarabélyokat alkalmaz a rendőrség és a hadsereg.
- Görögország Görög terrorelhárító alakulatok, a haditengerészet, és a légierő is alkalmazza.
- Hongkong KAC SR-16-ost alkalmaznak a rendőrség különleges erői.
- Magyarország M4A1 SOPMOD áll az MH 2. Különleges Rendeltetésű Dandár szolgálatában.
- India 2008-ban a külföldi katonai értékesítési csomag keretében M4A1-est szereztek be.
- Indonézia Különleges erők és terrorelhárító alakulatok alkalmazzák.
- Irak A hadsereg és a terrorelhárító alakulatok fegyvere.
- Izrael 2001-ben a külföldi katonai értékesítési csomag keretében M4A1-est szereztek be.
- Olaszország Különleges erők alkalmazzák.
- Jamaica 2007-ben a külföldi katonai értékesítési csomag keretében M4-est szereztek be.
- Japán 2008-ban a külföldi katonai értékesítési csomag keretében M4A1-est szereztek be. A japán különleges erők M4A1 SOPMOD-ot használnak.
- Jordánia 2007-ben a külföldi katonai értékesítési csomag keretében M4-est szereztek be.
- Kenya A kenyai különleges erők alkalmazzák.
- Koszovó M4-es Colt gépkarabélyt alkalmaznak.
- Kuvait
- Libanon M4-es alkotóelemeket adtak el a különleges erőknek. 2008-ban a külföldi katonai értékesítési csomag keretében M4A1-est szereztek be.
- Észak-Macedónia 2008-ban a külföldi katonai értékesítési csomag keretében M4-est szereztek be.
- Malajzia A maláj hadsereg rendszeresített fegyvere, a különleges erők alkalmazzák.
- Marokkó 2012 óta a Királyi Hadsereg alkalmazza.
- Nepál 2005-ben a külföldi katonai értékesítési csomag keretében M4-est szereztek be.
- Új-Zéland Rendőri különleges alakulatok alkalmazzák.
- Pakisztán Az M4A1-es variánsát alkalmazza a Pakisztáni Hadsereg.
- Panama 2008-ban a külföldi katonai értékesítési csomag keretében M4A1-est szereztek be.
- Fülöp-szigetek 2008-ban a külföldi katonai értékesítési csomag keretében M4A1-est szereztek be.
- Lengyelország A Wojska Specjaine katonai egység alkalmazza.
- Portugália A haditengerészeti különleges erők alkalmazzák.
- Szerbia Különböző rendőri alakulatok alkalmazzák.
- Suriname A Suriname-i Fegyveres Erők alkalmazzák.
- Kínai Köztársaság A Kínai Népköztársaság hadserege alkalmazza.
- Thaiföld 2006-ban a külföldi katonai értékesítési csomag keretében M4A1-est szereztek be.
- Tonga 2008-ban a külföldi katonai értékesítési csomag keretében M4A1-est és M4-est szereztek be.
- Tunézia A különleges erők használják az M4-est.
- Törökország A török fegyveres erők alkalmazzák.
- Egyesült Arab Emírségek 1993-ban 2500 M4-est vásároltak.
- Egyesült Királyság A Bermuda Ezred alkalmazza.
- Amerikai Egyesült Államok
- Jemen 2006-ban a külföldi katonai értékesítési csomag keretében M4-est szereztek be.[1]

### Fordítás
- Ez a szócikk részben vagy egészben  a   M4 carbine című angol Wikipédia-szócikk fordításán alapul.  Az eredeti cikk szerkesztőit annak laptörténete sorolja fel. Ez a jelzés csupán a megfogalmazás eredetét és a szerzői jogokat jelzi, nem szolgál a cikkben szereplő információk forrásmegjelöléseként.

### Külső hivatkozások
- Colt Official M4 Military page and Colt M4 Law Enforcement page
- US Army M4 fact file
- The AR-15/M16 Magazine FAQ
- U.S. Army Won't Field Rifle Deemed Superior to M4
- The USA's M4 Carbine Controversy
- Online Army Study Guide Archiválva 2016. március 4-i dátummal a Wayback Machine-ben